# Il corriere del re
Il corriere del re è un film del 1947 diretto da Gennaro Righelli, ultimo lavoro del regista che morì due anni più tardi.
È tratto dal celebre romanzo Il rosso e il nero di Stendhal.

## Distribuzione
Il film venne distribuito nel circuito cinematografico italiano il 4 dicembre del 1947.

## Altri dettagli
- Il film è un remake di Le rouge et le noir del 1928, diretto dallo stesso Righelli all'epoca del muto.